# Rheum forrestii
Rheum forrestii là một loài thực vật có hoa trong họ Rau răm. Loài này được Diels miêu tả khoa học đầu tiên năm 1912.